# Hylobius transversovittatus

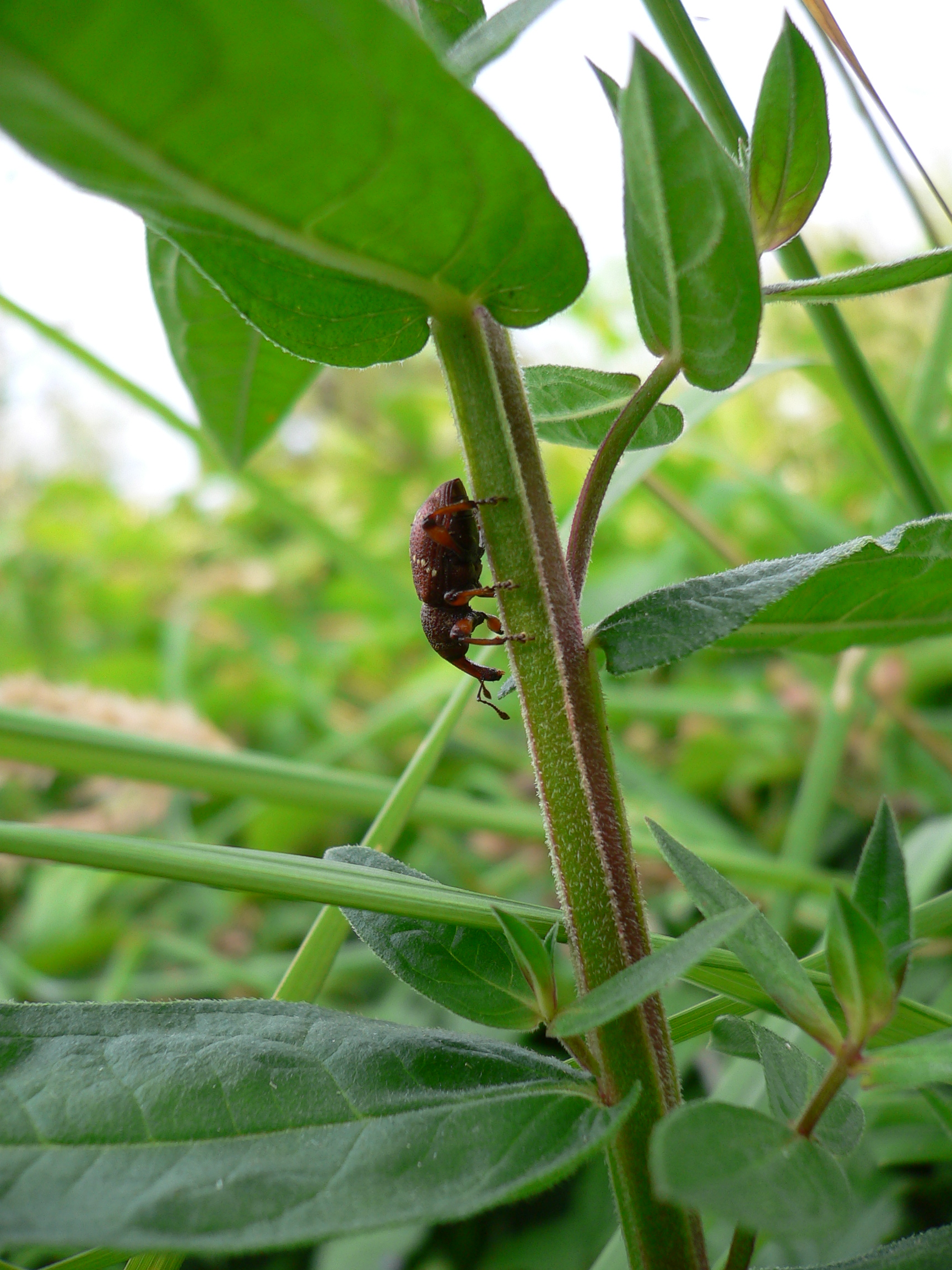
Hylobius transversovittatus

Der Hylobius transversovittatus (deutsch auch Rostbrauner Blutweiderichrüssler) ist ein Käfer aus der Familie der Rüsselkäfer (Curculionidae). Er ist spezialisiert auf das Leben im und am Blutweiderich. In Europa weit verbreitet, findet er sich auch an Standorten mit geringem Vorkommen von Blutweiderich.
Der Rüsselkäfer, der durch die Eiablage und Larvenentwicklung den Blutweiderich zentral schädigt, wurde 1992 zusammen mit zwei blattfressenden Käfern (Galerucella calmariensis Linnaeus 1767, und Galerucella pusilla Duftschmid 1825) gezielt in sieben Staaten der USA eingeführt, die Genehmigung durch die US-amerikanische Behörde (USDA-APHIS) erfolgte im Juni 1992. Er wurde ebenfalls nach Kanada eingeführt.

## Beschreibung
Hylobius transversovittatus ist ein 10 bis 14 Millimeter großer, rot-brauner Rüsselkäfer. Er kann mindestens zwei oder drei Jahre alt werden.

## Lebensweise
Die Käfer erscheinen etwa ab Mitte April, kurz nach dem Sprießen des Blutweiderichs. Sie sind hauptsächlich nachtaktiv, aber manchmal auch am frühen Morgen und am Abend auf den Pflanzen zu finden und bis etwa Mitte September aktiv. Sie fressen die Blätter und jungen Triebe des Blutweiderichs. Die Paarung erfolgt etwa zwei Wochen nach ihrem Erscheinen, die Eiablage ab Anfang Mai. Die Weibchen legen jeweils ein Ei in das Erdreich in der Nähe der Wurzeln oder direkt in den Stamm des Blutweiderichs ab. Es können von Beginn des Eierlegens bis etwa September 100 bis 200 Eier vom Weibchen gelegt werden.
Die Larven schlüpfen nach etwa elf Tagen und fressen sich in die Wurzelausläufer oder durch den Stamm der Pflanze. Später fressen sie sich in die zentrale Wurzel, wo sie ein bis zwei Jahre fressen und sich weiterentwickeln. Im dritten Larvalstadium verpuppen sie sich im oberen Wurzelteil, neue Käfergenerationen schlüpfen von Juni bis Oktober.